# نانشنامه
نانشنامه (به انگلیسی: Uncyclopedia) نام یک پروژهٔ جمعی است که در ژانویهٔ سال ۲۰۰۵ توسط چند تن از کاربران سابق ویکی‌پدیای انگلیسی که از قوانین سخت‌گیرانه و خشک آن ناراضی بودند، تأسیس شد. ایدهٔ نانشنامه از صفحهٔ «مزخرف ولی جالبِ» en:Wikipedia:Bad Jokes and Other Deleted Nonsense ویکی‌پدیای انگلیسی نشأت گرفته‌است.
این وب‌گاه نیز از نرم‌افزار مدیاویکی استفاده می‌کند و محتویات آن تحت اجازه‌نامهٔ کریتیو کامانز قابل استفاده است.
در این وب‌گاه، کاربران در هر موردی که دوست دارند، از جمله: مطالب طنز، توهین‌آمیز، غیرقابل اثبات و… قرار می‌دهند. مطالب باید طوری نوشته شوند که جنبهٔ طنز داشته‌باشند.

## فیلتر شدن نانشنامهٔ فارسی
این سرویس در ایران چندین بار فیلتر و رفع فیلتر شد، تا اینکه در تاریخ ۲۳ فوریهٔ ۲۰۱۲ مجدداً فیلتر و سِروِر نسخهٔ فارسی نانشنامه از دسترس خارج شد.